# Itzamna
 (janvier 2021).
Si vous disposez d'ouvrages ou d'articles de référence ou si vous connaissez des sites web de qualité traitant du thème abordé ici, merci de compléter l'article en donnant les références utiles à sa vérifiabilité et en les liant à la section « Notes et références ».

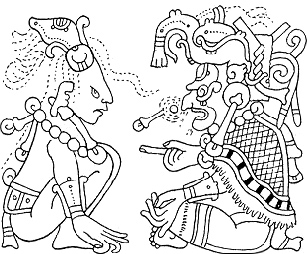
Itzamna, à droite, discutant avec le dieu du maïs (dessin du mayaniste William E. Gates de la page 9 du Codex de Dresde).

Itzamna était une importante divinité du panthéon Maya. Il était le fils d'Hunab, le créateur ; on le représentait sous les traits d'un aimable vieillard aux joues creuses, au nez busqué et proéminent.
Itzamma était le dieu du Ciel, de la Nuit et du Jour. Dans ces deux dernières fonctions, il était étroitement lié à Kinich Ahau, le dieu de soleil, "le seigneur de l'Œil du Soleil", que l'on adorait particulièrement à Izamal, au nord du Yucatan, et sur l'île de Cozumel lieu du sanctuaire Pan-maya d'Ix Chel, la déesse de lune dont il était sans doute l'époux.
Il avait inventé l'écriture, les livres et établi les cérémonies religieuses. Il a donné le nom aux diverses contrées du Yucatan. Il enseignait la médecine aux guérisseurs. C'était une divinité bienveillante qui était plutôt adorée par les classes riches de la société.
Itzamna était l’objet d’un culte au début de chaque année : on lui sacrifiait un chien voire un homme. Le sacrifié était précipité du haut d’une pyramide. Une fois au sol, on lui arrachait le cœur pour en faire l’offrande au dieu.
Cet épisode tardif de la mythologie maya Yucatèque date vraisemblablement du Xe siècle et retrace l'arrivée d'un seigneur Toltèque dans la région. Originaire du clan Itza, il vainquit la cité d'Uxmal du clan Xiu, et fonda la nouvelle cité de Chichen Itza. Il épousa une femme d'un clan autochtone « Chel », de l'île de Cozumel et leur descendance régna pendant plus de deux siècles sur la péninsule. Ils assurèrent le renouveau de la société maya classique qui venait de s'effondrer dans sa zone d'origine le « Peten » plus au sud. L'épisode est retracé dans le Chilam Balam, où l'on découvre comment ils arrivèrent, pactisèrent, visitèrent la totalité du Yucatan jusqu'à le soumettre.
Comme souvent en pareilles circonstances en Méso-Amérique le souverain a été déifié, et son culte a débordé son clan pour s'imposer à tous ceux qui en sont devenus tributaires, soit toute la zone géographique d'étendant du Yucatan jusqu'au Peten.
À la chute de Chichen Itza au XIIe siècle, le culte va être repris par les vainqueurs, clan Cocom qui fonda Mayapán et souhaita s'inscrire dans sa continuité. Il fut aussi entretenus par les vaincus qui restèrent sur place pour fonder de nouvelles cités au Yucatan dont Izamal et les trois royaumes Chel d'Ekab, de Kin Chel et de Chikin Chel. Le reste des Itza fuirent jusqu'au Peten pour fonder 4 nouvelles cités autour du Lac Peten-Itza qui résistèrent aux Espagnols jusqu'en 1697 (Chute de Noh Peten = Tayasal). Ce qui assura au culte d'Itzamna sa survivance jusqu'à aujourd'hui.